# بطولة كرة القدم الألمانية 1943
بطولة كرة القدم الألمانية 1943 (بالألمانية: Deutsche Fußballmeisterschaft 1942/43)‏ هو الموسم 36 من بطولة كرة القدم الألمانية ‏. أقيم خلال الفترة 11 أبريل 1943 وحتى 27 يونيو 1943، وأشرف على تنظيمه اتحاد ألمانيا لكرة القدم، وكان عدد الأندية المشاركة فيه 29، وفاز فيه نادي درسدن ‏.